# Maciej Gostomski
Maciej Gostomski (ur. 27 września 1988 w Kartuzach) – polski piłkarz występujący na pozycji bramkarza, od 2024 w polskim klubie Wisła Płock. Wcześniej zawodnik klubów: Sokół Pniewy, Legia Warszawa, Zagłębie Sosnowiec, Odra Wodzisław Śląski, Bałtyk Gdynia, Bytovia Bytów, Lech Poznań, Rangers, Korona Kielce, Chojniczanka Chojnice, Cracovia, Haugesund, Bytovia Bytów, Górnik Łęczna.

## Kariera klubowa

### Początki kariery
Gostomski rozpoczął swoją karierę w Cartusii Kartuzy. Następnie występował także w Kaszubii Kościerzyna oraz MSP Szamotuły. Podczas pobytu w Szamotułach odbywał staże w Manchesterze City, Boltonie Wanderers, Southampton oraz Fulham, które złożyło zawodnikowi propozycję transferu. Ostatecznie latem 2004 roku Gostomski trafił do Urana Trzebicz, który rok później zmienił na zespół Sokoła Pniewy.

### Legia Warszawa i Zagłębie Sosnowiec
Na początku 2006 roku Gostomski został zawodnikiem Legii Warszawa. Konkurując z Łukaszem Fabiańskim i Jánem Muchą, nie był jednak w stanie wywalczyć sobie miejsca w bramce. Z tego też powodu w lipcu 2008 roku został wypożyczony do drugoligowego wówczas Zagłębia Sosnowiec, w którego barwach zadebiutował 2 sierpnia w wygranym 1:0 meczu ligowym z Jarotą Jarocin. Ostatecznie w barwach Zagłębia rozegrał 32 spotkania ligowe, a po zakończeniu sezonu 2008/09 powrócił do Legii.
W kolejnych rozgrywkach rywalizował z Kostiantynem Machnowskim o pozycję bramkarza numer dwa. W październiku 2009 roku Gostomski, wraz z Machnowskim oraz Adrianem Paluchowskim, zostali ukarani przez zarząd klubu za zachowanie po spotkaniu z Jagiellonią Białystok. Po zatrudnieniu przez Legię Stefana Białasa, który zastąpił zwolnionego Jana Urbana, Gostomski przesunięty został do zespołu Młodej Ekstraklasy.

### Odra Wodzisław, Bałtyk Gdynia i Bytovia Bytów
Pod koniec czerwca 2010 roku Gostomski trafił na testy do pierwszoligowej Arki Gdynia, by ostatecznie w sierpniu podpisać kontrakt z Odrą Wodzisław. Szybko jednak okazało się, że klub nie ma pieniędzy i już po pół roku, nie rozegrawszy ani jednego spotkania, Gostomski rozwiązał umowę z Odrą.
Po odejściu z Odry został zawodnikiem Bałtyku Gdynia. Grę w drugoligowej wówczas drużynie łączył z pracą w firmie budowlanej ojca. Po sezonie 2011/12 Gostomski odszedł do Bytovii Bytów, z którą rok później włączył się do walki o awans do I ligi. Po zakończeniu rozgrywek nie zdecydował się przedłużyć wygasającej umowy i opuścił Bytovię na zasadzie wolnego transferu.

### Lech Poznań
Latem 2013 roku Gostomski trafił na testy do Lechii Gdańsk. Wtedy jednak z zawodnikiem skontaktował się Lech Poznań, z którym ostatecznie 28 czerwca podpisał roczny kontrakt. 23 września Gostomski zadebiutował w nowych barwach podczas spotkania z Piastem Gliwice, w którym zachował czyste konto. W sezonie 2014/15 zdobył z Lechem Mistrzostwo Polski, a także Superpuchar Polski. W barwach Lecha Poznań rozegrał łącznie 52 spotkania, w 16 z nich zachowując czyste konto.

### Rangers
3 stycznia 2016 został zawodnikiem szkockiego klubu Rangers. Bramkarz związał ze szkockim drugoligowcem półroczną umową. Gostomski nie zdołał jednak przebić się do składu wielokrotnego mistrza Szkocji i 16 marca 2016 rozwiązał za porozumieniem stron swój kontrakt z klubem, w wyniku czego stał się wolnym zawodnikiem.

### Korona Kielce, Chojniczanka i Cracovia
Latem 2016 przeszedł do Korony Kielce. Po czwartej porażce z rzędu (0:4 z Ruchem Chorzów) został odsunięty od pierwszego zespołu. 27 lutego 2017 został wypożyczony do końca sezonu do Chojniczanki Chojnice. W sezonie 2017/2018 ponownie stał się kluczowym zawodnikiem Korony.
Zimą 2018 zainteresowanie Gostomskim wyraziła Cracovia. Piłkarz porozumiał się z drużyną, miał do niej dołączyć od następnego sezonu. O sprawie nic nie wiedziały władze Korony, przez to ponownie został odsunięty od pierwszego zespołu drużyny z Kielc. W maju 2018 powrócił do pierwszej drużyny Korony, miesiąc później został jednak zawodnikiem Cracovii.
W sezonie 2018/2019 był podstawowym bramkarzem Cracovii do przegranych 0:2 derbów Krakowa. Od tego spotkania stracił miejsce w pierwszej jedenastce. Zimą 2019 rozwiązał kontrakt z klubem za porozumieniem stron.

### Haugesund
23 marca 2019 został piłkarzem FK Haugesund, z którym związał się roczną umową. Nie zagrał w Eliteserien ani jednego spotkania, w związku z tym nie przedłużył kontraktu z norweskim klubem.

### Powrót do Bytovii i Górnik Łęczna
28 stycznia 2020 powrócił do Bytovii. 11 sierpnia 2020 przeszedł do Górnika Łęczna. 20 czerwca 2021 awansował z Górnikiem do Ekstraklasy, po wygranym finale baraży z ŁKS-em Łódź. Łącznie w barwach Górnika wystąpił w 141 meczach, zachowując w nich 50 razy czyste konto.

## Kariera reprezentacyjna
Gostomski ma za sobą grę w reprezentacji Polski do lat 19, w której barwach rozegrał trzy spotkania.
W grudniu 2007 roku został przez Leo Beenhakkera powołany do składającej się wyłącznie z zawodników Ekstraklasy reprezentacji Polski, która przygotowywała się do towarzyskiego meczu z Bośnią i Hercegowiną. W kadrze zastąpił kontuzjowanego Bartosza Fabiniaka.

## Statystyki kariery
(aktualne na dzień 1 lipca 2024)
| Klub                      | Sezon              | Liga               | Liga  | Liga   | Puchary krajowe | Puchary krajowe | Puchary europejskie | Puchary europejskie | Suma  | Suma   |
| Klub                      | Sezon              | Liga               | Mecze | Bramki | Mecze           | Bramki          | Mecze               | Bramki              | Mecze | Bramki |
| ------------------------- | ------------------ | ------------------ | ----- | ------ | --------------- | --------------- | ------------------- | ------------------- | ----- | ------ |
| Legia Warszawa            | 2005/06            | I liga             | 0     | 0      | 0               | 0               | 0                   | 0                   | 0     | 0      |
| Legia Warszawa            | 2006/07            | I liga             | 0     | 0      | 0               | 0               | 0                   | 0                   | 0     | 0      |
| Legia Warszawa            | 2007/08            | I liga             | 0     | 0      | 0               | 0               | 0                   | 0                   | 0     | 0      |
| Zagłębie Sosnowiec (wyp.) | 2008/09            | II liga            | 32    | 0      | 2               | 0               | –                   | –                   | 34    | 0      |
| Legia Warszawa            | 2009/10            | Ekstraklasa        | 0     | 0      | 0               | 0               | –                   | –                   | 0     | 0      |
| Odra Wodzisław Śląski     | 2010/11            | I liga             | 0     | 0      | 0               | 0               | –                   | –                   | 0     | 0      |
| Bałtyk Gdynia             | 2010/11            | II liga            | 6     | 0      | 0               | 0               | –                   | –                   | 6     | 0      |
| Bytovia Bytów             | 2011/12            | II liga            | 20    | 0      | 0               | 0               | –                   | –                   | 20    | 0      |
| Bytovia Bytów             | 2012/13            | II liga            | 33    | 0      | 1               | 0               | –                   | –                   | 34    | 0      |
| Lech Poznań               | 2013/14            | Ekstraklasa        | 21    | 0      | 1               | 0               | 0                   | 0                   | 22    | 0      |
| Lech Poznań               | 2014/15            | Ekstraklasa        | 21    | 0      | 4               | 0               | 0                   | 0                   | 25    | 0      |
| Lech Poznań               | 2015/16            | Ekstraklasa        | 2     | 0      | 2               | 0               | 1                   | 0                   | 5     | 0      |
| Rangers                   | 2015/16            | Championship       | 0     | 0      | 0               | 0               | –                   | –                   | 0     | 0      |
| Korona Kielce             | 2016/17            | Ekstraklasa        | 8     | 0      | 1               | 0               | –                   | –                   | 9     | 0      |
| Chojniczanka Chojnice     | 2016/17            | I liga             | 3     | 0      | 0               | 0               | –                   | –                   | 3     | 0      |
| Korona Kielce             | 2017/18            | Ekstraklasa        | 12    | 0      | 2               | 0               | –                   | –                   | 14    | 0      |
| Cracovia                  | 2018/19            | Ekstraklasa        | 11    | 0      | 0               | 0               | –                   | –                   | 11    | 0      |
| FK Haugesund              | 2019               | Eliteserien        | 0     | 0      | 2               | 0               | –                   | –                   | 2     | 0      |
| Bytovia Bytów             | 2019/20            | II liga            | 14    | 0      | 1               | 0               | –                   | –                   | 15    | 0      |
| Górnik Łęczna             | 2020/21            | I liga             | 32    | 0      | 4               | 0               | –                   | –                   | 36    | 0      |
| Górnik Łęczna             | 2021/22            | Ekstraklasa        | 32    | 0      | 2               | 0               | –                   | –                   | 34    | 0      |
| Górnik Łęczna             | 2022/23            | I liga             | 32    | 0      | 5               | 0               | –                   | –                   | 37    | 0      |
| Górnik Łęczna             | 2023/24            | I liga             | 33    | 0      | 1               | 0               | –                   | –                   | 34    | 0      |
| Ogólnie w karierze        | Ogólnie w karierze | Ogólnie w karierze | 312   | 0      | 28              | 0               | 1                   | 0                   | 341   | 0      |